# 1695
1695 (хиляда шестстотин деветдесет и пета) година (MDCXCV) е:
- обикновена година, започваща във вторник по юлианския календар;
- обикновена година, започваща в събота по григорианския календар (с 10 дни напред за 17 век).

Тя е 1695-ата година от новата ера и след Христа, 695-ата от 2-ро хилядолетие и 95-ата от 17 век.

## Родени
- 27 януари – Николас II Бернули, швейцарски математик († 1726 г.)
- 8 април – Йохан Кристиан Гюнтер, немски поет († 1723 г.)

## Починали
- 4 януари – Франсоа Анри дьо Монтморанси-Бутевил, херцог дьо Люксамбур, френски офицер (* 1628 г.)
- 6 февруари – Ахмед II, османски султан (* 1643 г.)
- 13 април – Жан дьо Лафонтен, френски писател (* 1621 г.)
- 8 юли – Кристиан Хюйгенс, нидерландски механик, физик, астроном и математик (* 1629 г.)
- 21 ноември – Хенри Пърсел, английски композитор (* 1659 г.)